# Saratowski (Adygeja)
Saratowski (russisch Саратовский) ist ein Dorf (chutor) in Südrussland. Es gehört zur Republik Adygeja und hat 480 Einwohner (Stand 2019). Im Ort gibt es 30 Straßen. Das Dorf wurde 1879 gegründet. 

## Geographie
Das Dorf liegt 16 km südöstlich des Dorfes Krasnogwardeiskoje am Ufer des Flusses Psenafa. Jelenowskoje ist die nächstgelegene ländliche Ortschaft.